# Lijst van rivieren in Sierra Leone
Dit is een lijst van rivieren in Sierra Leone. De rivieren in deze lijst zijn geordend naar drainagebekken en de opeenvolgende zijrivieren zijn ingesprongen weergegeven onder de naam van elke hoofdrivier.

## Atlantische Oceaan
- Great Scarcies (Kolenté)
- Little Scarcies (Kaba)
  - Mabole
  - Mongo
  - Lolo
- Sierra Leone
  - Rokel (Seli)

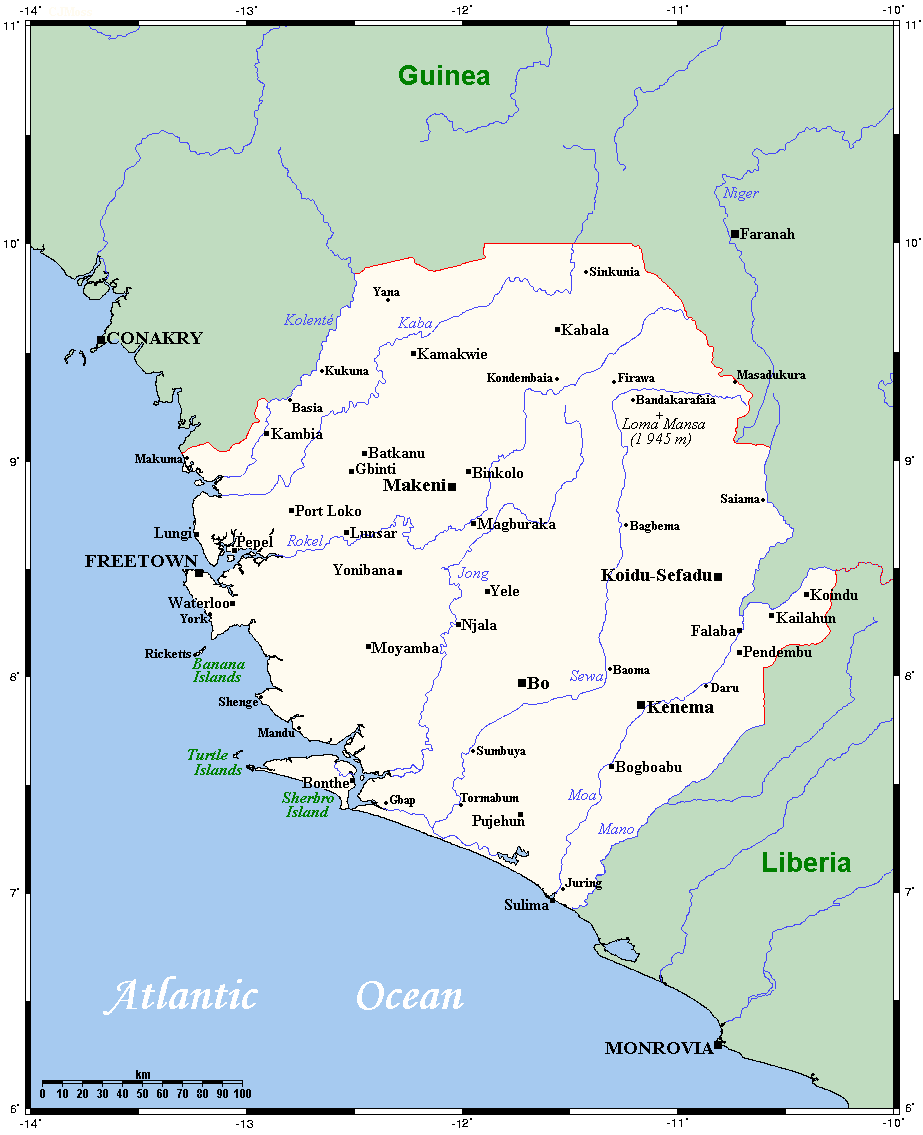
Kaart van Sierra Leone.

  - Bankasoka (wordt Port Loko Creek genoemd in het aan de getijden onderhevige deel)
- Ribi
- Bumpe
- Kagboro Creek
- Sherbro
  - Bagru
  - Jong (Taia)
    - Pampana
    - Teye
- Kittam
  - Sewa
    - Bagbe
    - Bafi

  - Waanje
- Moa
  - Meli
- Mano
  - Mahoi
  - Moro